# Restes de la Torre de Trullàs
La Torre de Trullàs era una torre de defensa d'origen  musulmà, situada al municipi de Sollana, a la comarca de la Ribera Baixa (província de València), a uns cinc quilòmetres del casc de la població. Les seues restes són bé d'interès cultural per declaració genèrica, amb codi 46.21.233-009.
La torre de Trullàs, que estava propera als termes de Benifaió, Alginet, Algemesí i Albalat de la Ribera, es trobava a la part occidental del municipi. Tenia una edificació annexa, que pogués ser un aquarterament o cavallerissa. Al costat d'ella es va desenvolupar el poblat de Trullàs, anomenat així per ser lloc de trulls, és a dir, de molins. Hi ha constància que l'any 1927, la torre va quedar reduïda a ruïnes. De les restes del poblat queden pedres de molí, i de la torre, carreus.
Es tractava d'una torre de guaita i defensa. Es coneix el seu aspecte per documents del segle xix, segons els quals seria de planta quadrada i tenia 55 peus (16,6 m) d'altura i 24 (7,3 m) de base. A 1913 les referències documentals parlen de l'existència d'escasses restes d'aquesta torre, que va ser totalment enderrocada poc després, a 1919. En 1981 es manté el seu record gràcies a un monument commemoratiu que inclou algunes restes de la torre o de les edificacions que l'envoltaven.